# Église Saint-Clair de Fontanes
L'église Saint-Clair de Fontanes est une église située au centre du village de Fontanes, dans le Lot. 

## Historique
Bâtie à la fin du XVe siècle, elle a reçu plusieurs modifications importantes au XVIIIe siècle. Elle est remarquable pour son architecture intérieure, en particulier sa voûte de pierre en cul-de-four. Le clocher date de 1734 et les porches latéraux de 1724.
L'édifice est inscrit au titre des monuments historiques le 9 mai 1978.
Plusieurs objets sont référencés dans la base Palissy.